# وادایاما، هیوگو
وادایاما (和田山町 Wadayama-chō) شهرکی واقع در شهرستان آساگو، استان هیوگو، ژاپن بود.
تا سال ۲۰۰۳ این شهرک ۱۷٬۱۲۹ نفر جمعیت داشته‌است و تراکم آن ۱۵۳٫۴۷ نفر در کیلومتر مربع؛ و مساحت کل آن ۱۱۱٫۶۱ کیلومتر مربع بود.
در ۱ آوریل ۲۰۰۵، وادایاما همراه با شهرهای آساگو (سابق)، سانتو و ایکونو (همه از شهرستان آساگو)، برای ایجاد شهر آساگو ادغام شد و دیگر به عنوان یک شهرداری مستقل وجود ندارد.